# Galvanski člen
Galvanski člen (tudi napetostni člen) je naprava, v kateri potekajo spontane redoks reakcije. Med galvanske člene uvrščamo baterije in akumulatorje, ki jih uporabljamo kot vir električne energije (enosmerne napetosti). Poenostavljeno lahko rečemo, da galvanski člen pretvarja kemično energijo v električno. V baterijah in akumulatorjih potekajo spontane redoks reakcije, ko je nanje priključen porabnik (npr. žarnica).
Sestavljen je iz dveh polčlenov. Enostaven polčlen je sestavljen iz kosa kovine, potopljene v raztopino soli te kovine. Raztopina soli vsebuje kovinski kation in drug anion za uravnavanje naboja. Kovina v polčlenu je v dveh oksidacijskih stanjih, med katerima poteka redoks reakcija. Kovina enega polčlena lahko reducira kation drugega in nasprotno, kation drugega lahko oksidira kovino prvega. Raztopini morata biti ločeni s solnim mostičkom ali porozno membrano da se ne zmešata. Ker mora biti po zakonu o ohranitvi naboja tok elektronov v obe smeri enak, nastane na stiku prevodnika z obema kovinama električni tok. Ta pojav izkoriščamo v baterijah, ki lahko vsebujejo enega ali več galvanskih členov in predstavljajo priročno kemično shrambo elektrike za poganjanje električnih naprav.
Galvanski člen je v bistvu oznaka za kombinacijo dveh različnih kovin, ki sta v stiku z elektrolitom. Med kovinama se pojavi napetost, ki je posledica kontaktne napetosti med kovino in tekočino. Kontaktno napetost pripišemo elektrolitskemu potencialu. Vsaka kovina se v tekočini bolj ali manj topi, pri čemer prehajajo pozitivni ioni v tekočino, kovina pa se glede na elektrolit negativno nabije. Na meji med tekočino in kovino nastane sloj z električnim poljem, ki sili ione nazaj proti kovini. Električno polje je tem večje, čim večja je koncentracija ionov v tekočini. Poleg tega se ioni v raztopini premikajo proti kovini in jo znova dosežejo tudi z difuzijo. Ko je število ionov na časovno enoto, ki dosežejo kovino s povratno difuzijo in z delovanjem električnega polja v mejni plasti, enako številu ionov, ki prehajajo iz kovine v raztopino, je vzpostavljeno ravnovesje. V ravnovesju se pojavi med kovino in tekočino elektrolitski potencial, ki je odvisen od vrste kovine in tekočine. 
V nasprotni smeri deluje elektrolitski člen, kjer električni tok poganja kemijsko reakcijo.
Člen je dobil ime po Luigiu Galvaniju, ki je leta 1780 po naključju ugotovil, da žaba skrči mišico, če se dotakne živca z dvema različnima kovinama, ki se na drugem mestu stikata. Na podlagi tega odkritja je povezal elektriko z »življenjsko silo«, zato velja za utemeljitelja bioelektrike.